# ماركو أنخيل بيريز
ماركو أنخيل بيريز (بالإسبانية: Marco Angel Pérez)‏ مواليد 27 سبتمبر 1977 في ولاية سينالوا، المكسيك، هو ملاكم محترف مكسيكي يصنف ضمن فئة الوزن المتوسط.

## إحصائيات
خاض خلال مسيرته 36 نزالا، فاز في 25 ولم يتعادل وخسر في 11. فاز بالضربة القاضية في 15 نزالا.

## روابط خارجية
- ماركو أنخيل بيريز على موقع بوكس ريك (الإنجليزية) (registration required)